# Echinodorus gabrielii
Echinodorus gabrielii är en svaltingväxtart som beskrevs av Karel Rataj. Echinodorus gabrielii ingår i släktet Echinodorus och familjen svaltingväxter. Inga underarter finns listade.